# المصلى (حبيل جبر)

تعديل مصدري - تعديل

المصلى هي إحدى قرى عزلة حبيل جبر بمديرية حبيل جبر التابعة لمحافظة لحج، بلغ تعداد سكانها 144 نسمة حسب تعداد اليمن لعام 2004.